# Frankenia chilensis
Frankenia chilensis är en frankeniaväxtart som beskrevs av Karel Presl, Schult. och Julius Hermann Schultes. Frankenia chilensis ingår i släktet frankenior, och familjen frankeniaväxter. Inga underarter finns listade i Catalogue of Life.